# Order Lwa i Słońca
Order Lwa i Słońca (pers. ‏Nešān-e Šīr o Koršīd شیر و خورشید‎) – najwyższe honorowe odznaczenie perskie, które ustanowił w 1808 szach perski Fath Ali z dynastii Kadżarów. 15 lutego 1939 zostało zastąpione Orderem Portretu Władcy przez szacha Rezę z dynastii Pahlawi. Nadawany był osobom cywilnym i wojskowym, zarówno Persom jak i obcokrajowcom, którzy wyróżnili się w służbie dla kraju i monarchy a także wysokim dygnitarzom innych państw. W precedencji Kadżarskich orderów w XX wieku znajdował się poniżej Orderu Korony a powyżej kobiecego Orderu Słońca.

## Historia i wygląd odznaczenia

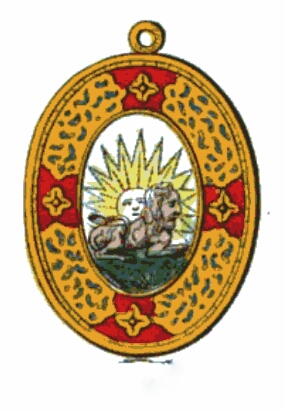
Ilustracja odznaki w 1823

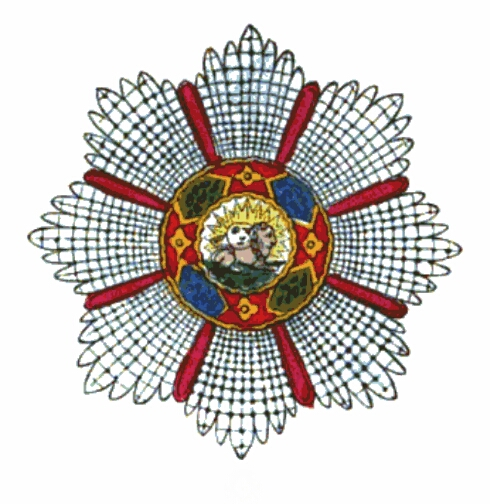
Ilustracja gwiazdy w 1823

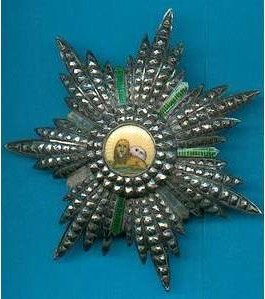
Gwiazda IV klasy

W Persji nie istniały klasyczne ordery w europejskim rozumieniu tego słowa (tj. jako tradycja oparta na dziejach struktur rycerskich lub arystokratycznych, w której obrzędowość wskazywała na organizację orderu), a jedynie odznaczenia honorowe w formie medali lub dekoracji, takich jak odznaka i akcesoria (gwiazda, wstęga itp.).
Przy tworzeniu pierwotnej wersji odznaczenia posłużono się wzorcami pochodzącymi z Turcji z okresu panowania sułtana Selima III, który utworzył dwuklasowy Order Półksiężyca zwany też Orderem Czerwonego Półksiężyca, gdzie I klasa odznaczenia miała wygląd gwiazdy, a II klasa była w wykonana w formie medalu zawieszonego na wstędze.
Bezpośrednią przyczyną powstania perskiego orderu było nawiązanie stosunków dyplomatycznych z napoleońską Francją i przyjazd francuskiego poselstwa generała Claude'a Mathieu de Gardane do stolicy Persji (1807–1808). Order ten przeznaczony był do odznaczania członków tej delegacji i cesarza Francuzów, pod nazwą Orderu Słońca (Nešān-e Koršīd). W 1810 szach postanowił uhonorować brytyjskiego posła, generała Johna Malcolma, w nagrodę za wprowadzenie uprawy ziemniaka  podczas swojej poprzedniej misji dyplomatycznej w Persji w 1802. Ten jednak odmówił przyjęcia odznaczenia tłumacząc, że odznaczenie to powstało w celu odznaczania wroga (Francji). Wówczas władca zmienił nazwę na Order Lwa i Słońca, co zostało zaakceptowane przez Malcolma.
Odznaka (godło) miała wygląd owalnego medalionu z wizerunkiem lwa na tle wschodzącego słońca, umieszczonych wewnątrz bogato zdobionej kamieniami szlachetnymi ramki (później ramka miała kształt ośmiokąta). Gwiazda orderowa była ośmiopromienna z analogiczną ilustracją lwa i słońca wewnątrz. Łańcuch orderowy (naszyjnik) składał się z podwójnego rzędu łańcuchów przerywanego różnymi ilustracjami (leżącego lwa, stojącego lwa, zachodzącego słońca, korony Kadżarów, promieni słonecznych, kwiatów), a jego rozmiar wynosił 35,6 × 25,4 cm. Wymiary odznaki to 8 × 9 cm, a gwiazdy 15,2 × 12,5 cm. Podstawowym materiałem użytym do wytworzenia insygniów odznaczenia było złoto a zaprojektował je Muhammad Ja`far.
Podczas rządów szacha Mohammada (1834–1848), z inicjatywy Abbasa Mirzy, powstała wojskowa wersja orderu podzielona na osiem klas odpowiadających rangom oficerskim (później wprowadzono jeszcze jedną klasę), a każda klasa podzielona była na trzy stopnie. Wersja przeznaczona dla wojskowych różniła się od cywilnej wizerunkiem lwa, który trzymał w podniesionej łapie zakrzywiony miecz, a ramka wysadzana była diamentami. W wersji cywilnej ramkę zrobiły rubiny i szafiry, a lew nie miał miecza.
Według autorów Encyclopædia Iranica Order Lwa i Słońca stał się najważniejszym odznaczeniem państwowym za panowania szacha Nasera ad-Dina (1848-1896), ponieważ w 1862 został uzupełniony o trzy nowe klasy Aghdas. Jednak inni autorzy traktują je jako oddzielne odznaczenie Order Aghdas, umieszczone w precedencji perskich nagród poniżej Orderu Portretu Przywódcy Wiernych a powyżej Orderu Lwa i Słońca.
Podzielony był na klasy:
- Aghdas (Najświętszy, I klasa)
  - I stopień – dla zagranicznych głów państw i szacha,
  - II stopień – dla perskich książąt, premierów i generalnych gubernatorów najważniejszych prowincji
- Ghods (Świętszy, II klasa) – dla ambasadorów, ministrów stanu, dowódców armii i dygnitarzy o podobnym statusie,
- Moghaddas (Święty, III klasa) – dla ministrów, gubernatorów i innych ważnych urzędników o podobnym znaczeniu[13].

W każdej z klas odznaka miała wygląd 12-ramiennej gwiazdy zwieńczonej koroną Kadżarów. W jej środku umieszczono wizerunek lwa oraz słońca i bogato zdobiono diamentami i rubinami. Nadawany był w dwóch różnych odmianach, dla Persów (sardār) oraz dla cudzoziemców (neshān).
W 1872 cywilna wersja Orderu Lwa i Słońca została podzielona na klasy wzorowane na francuskiej Legii Honorowej. Nowo powstała Wielka Wstęga (I klasa) zastąpiła przeznaczeniem klasę III (Moqaddas) Orderu Aghdas.

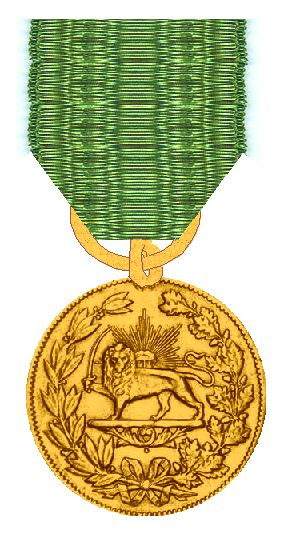
Złoty Medal Orderu Lwa i Słońca

Klasy
- I klasa – Wielka Wstęga
- II klasa – Wielki Oficer
- III klasa – Komandor
- IV klasa – Oficer
- V klasa – Kawaler

Medale
- Medal Złoty
- Medal Srebrny
- Medal Brązowy

### Wstęgi, wstążki i baretki
Wstęga orderowa (Hamāyel) przyporządkowana była do I klasy i uszyta w kolorach uzależnionych od rangi oraz funkcji noszącego:
- jasnoniebieska – noszona wyłącznie przez szacha
- zielona – dla wielkiego wezyra i czterogwiazdkowych generałów
- ciemnoniebieska – ambasadorowie odznaczeni I klasą[2]

Wstążki wykonywane były w trzech wersjach kolorystycznych:
- zielona – dla cudzoziemców,
- niebieska – dla urzędników na dworze szacha,
- niebiesko-biało-czerwona – dla krajowców[1].

## Wygląd w 1872 według Maximiliana Gritznera
| Wzory odznak (godła) i gwiazd |                  |                  |                              |                             |                            |
| Gwiazda I klasy               | Gwiazda II klasy | Odznaka II klasy | Odznaka III klasy (wojskowa) | Odznaka IV klasy (wojskowa) | Odznaka V klasy (wojskowa) |

## Odznaczeni

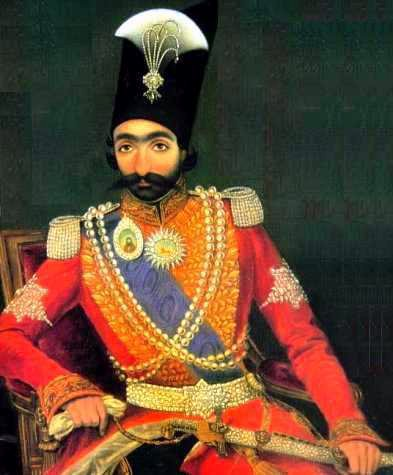
Naser ad-Din Szah Kadżar z insygniami Orderu Portretu Przywódcy Wiernych (z boku) oraz Orderu Lwa i Słońca (na szyi)

Order Słońca (Nešān-e Koršīd)
- Charles Mathieu Gardanne w 1807[5]
- Pierre Amédée Jaubert w 1807[18]
- Napoleon I Bonaparte w 1808[18]
- Charles-Maurice de Talleyrand-Périgord w 1808[18]
- Hugues Maret w 1808[18]

Order Lwa i Słońca (Nešān-e Šīr o Koršīd)
- John Malcolm – I klasa w 1810[8]
- Gore Ouseley – I klasa w 1819[19]
- Richard Wellesley
- Edmund Ironside w 1921[9]
- Napoleon III Bonaparte – I klasa[20]
- Pascal Coste w 1840[21]
- Pierre César Charles de Sercey – I klasa w 1850[22]
- Abdülaziz – kategoria Aqdas w 1863[3]
- François Guizot – I klasa w 1868
- Georges Haussmann – I klasa w 1868
- Jacques Louis Randon – I klasa w 1868
- Édouard Drouyn de Lhuys – I klasa w 1868
- Émile Mellinet – I klasa w 1878[18]
- Alexandre Percin – II klasa[23]
- Leopold I Koburg – I klasa w 1851[18]
- Edouard Akspacii w 1862[24]
- Eugène Beyens – II klasa w 1866[24]
- Hubert Dolez[24]
- Auguste D'asethas[24]
- Witold Zglenicki w 1900[25]
- Tadeusz Oksza-Orzechowski – II klasa w 1874[26]
- Andrzej Kazimierz Potocki
- Wacław Zaleski
- Natalia Janotha[27]
- Raul Koczalski
- Antonin Puzyński
- Aleksiej Kuropatkin
- Leonid Artamonow
- Aleksiej Jermołow
- Aleksandr Gribojedow
- Aleksandr Komarow
- Dmitrij Milutin
- Iwan Paskiewicz
- Grigorij Rosen
- Aleksander I Obrenowić
- Camillo Cavour
- Porfirio Díaz
- Johann Strauss
- Franciszek Hutten-Czapski – III klasa[28]